# Juan Manuel Torres
Chaco Torres, właśc. Juan Manuel Torres (ur. 20 czerwca 1985 w Puerto Vilelas, prowincja Chaco) – argentyński piłkarz, grający na pozycji pomocnika.

## Kariera klubowa
W 2002 rozpoczął karierę piłkarską w klubie Racing Club, w którym występował do końca 2006 roku. Od 2007 bronił barw San Lorenzo. W obu argentyńskich klubach rozegrał ponad 200 meczów. 24 czerwca 2011 podpisał 3 letni kontrakt z ukraińskim klubem Metalist Charków. Po wygaśnięciu kontraktu w 2014 powrócił do ojczyzny gdzie w 2015 grał w regionalnej lidze w miejscowym Atletico Defensores de Vilelas. W lutym 2016 został piłkarzem czwartoligowego Chaco For Ever.

## Kariera reprezentacyjna
W 2005 występował w reprezentacji Argentyny U-20.

## Sukcesy i odznaczenia

### Sukcesy reprezentacyjne
- mistrz Świata U-20: 2005